# Bukandwe (Mwanza)
Bukandwe è una circoscrizione rurale (rural ward) della Tanzania situata nel distretto di Magu, regione di Mwanza. Conta una popolazione di 10 714 abitanti (censimento 2012).